# Qatar Stars League
La Qatar Stars League (in arabo دوري نجوم قطر‎?) è il massimo livello professionistico del campionato qatariota di calcio.

## Le squadre
Sono 18 le squadre ad aver preso parte ai 30 campionati di Qatar Stars League a girone unico che sono stati disputati a partire dal 1995-96 fino alla stagione 2024-25 (della quale si riportano in grassetto le squadre partecipanti):
- 30 volte:  Al-Sadd,  Al-Arabi,  Al-Gharafa
- 29 volte:  Al-Rayyan,  Qatar SC
- 28 volte:  Al-Wakrah,  Al-Khor
- 27 volte:  Al-Ahli Doha
- 19 volte:  Umm-Salal
- 18 volte:  Al-Shamal
- 17 volte:  Al-Sailiya
- 15 volte:  Al-Duhail
- 13 volte:  Al-Kharitiyath
- 6 volte:  Al-Jaish
- 5 volte:  Al-Markhiya,  Al-Shahaniya
- 3 volte:  Al-Mu'aidar
- 1 volta:  Al-Mesaimeer

## Storia
La prima stagione non ufficiale della Qatar Stars League si è svolta nella stagione 1963-1964, 3 anni dopo la formazione della Federazione calcistica del Qatar (QFA). Anche la Seconda Divisione è stata creata  in questo periodo. Per molti anni, però, non ci furono né promozioni, né retrocessioni.
Nel 1972-1973 fu giocata la prima stagione ufficiale. L'Al Estaqlal, ora noto come Qatar SC, vinse il primo campionato.
Dal 2009 sono state poste in essere le promozioni e le retrocessioni dalla  divisione superiore. A causa della recente formazione di Lekhwiya e Al-Jaish, ciò ha significato che la seconda divisione ha perso due club, poiché i due primi classificati sono entrati in prima divisione, portandone il numero totale dei club a 12 e riducendo a 6 il totale di quelli di seconda divisione.
La Q-League ha poi cambiato il proprio nome con quello di Qatar Stars League ed ha messo in palio una nuova coppa nazionale, la Qatar Stars Cup.
Un metodo  della QFA per tentare di aumentare il prestigio delle proprie competizioni è stato quello di assegnare ad ogni club della Q-League una somma di 10 milioni di dollari per acquistare giocatori stranieri di grande fama, al fine di aumentare la popolarità dei campionati. L'esperimento è riuscito e dal 2003 giocatori del calibro di Ronald de Boer e Frank de Boer, Pep Guardiola, Gabriel Batistuta e Raùl hanno preso parte al campionato in diversi team qatarioti.
Al termine della stagione 2012-2013 la federazione calcistica del Qatar ha annunciato l'espansione del campionato da 12 a 14 squadre a partire dalla stagione 2013-2014.

## Albo d'oro
- 1963-1964:  Al Maref
- 1964-1965:  Al Maref
- 1965-1966:  Al Maref
- 1966-1967:  Al-Oruba
- 1967-1968:  Al-Oruba
- 1968-1969:  Al-Oruba
- 1969-1970:  Al-Oruba
- 1970-1971: Al-Oruba
- 1971-1972:  Al-Sadd
- 1972-1973:  Qatar SC
- 1973-1974:  Al-Sadd
- 1974-1975: non assegnato
- 1975-1976:  Al-Rayyan
- 1976-1977:  Qatar SC
- 1977-1978:  Qatar SC
- 1978-1979:  Al-Sadd
- 1979-1980:  Al-Sadd
- 1980-1981:  Al-Sadd
- 1981-1982:  Al-Rayyan
- 1982-1983:  Al-Arabi

- 1983-1984:  Al-Rayyan
- 1984-1985:  Al-Arabi
- 1985-1986:  Al-Rayyan
- 1986-1987:  Al-Sadd
- 1987-1988:  Al-Sadd
- 1988-1989:  Al-Sadd
- 1989-1990:  Al-Rayyan
- 1990-1991:  Al-Arabi
- 1991-1992:  Al-Gharafa
- 1992-1993:  Al-Arabi
- 1993-1994:  Al-Arabi
- 1994-1995:  Al-Rayyan
- 1995-1996:  Al-Arabi
- 1996-1997:  Al-Arabi
- 1997-1998:  Al-Gharafa
- 1998-1999:  Al-Wakrah
- 1999-2000:  Al-Sadd
- 2000-2001:  Al-Wakrah
- 2001-2002:  Al-Gharafa
- 2002-2003:  Qatar SC

- 2003-2004:  Al-Sadd
- 2004-2005:  Al-Gharafa
- 2005-2006:  Al-Sadd
- 2006-2007:  Al-Sadd
- 2007-2008:  Al-Gharafa
- 2008-2009:  Al-Gharafa
- 2009-2010:  Al-Gharafa
- 2010-2011:  Lekhwiya
- 2011-2012:  Lekhwiya
- 2012-2013:  Al-Sadd
- 2013-2014:  Lekhwiya
- 2014-2015:  Lekhwiya
- 2015-2016:  Al-Rayyan
- 2016-2017:  Lekhwiya
- 2017-2018:  Al-Duhail
- 2018-2019:  Al-Sadd
- 2019-2020:  Al-Duhail
- 2020-2021:  Al-Sadd
- 2021-2022:  Al-Sadd
- 2022-2023:  Al-Duhail
- 2023-2024:  Al-Sadd
- 2024-2025:  Al-Sadd

## Vittorie per club
| Club       | Vittorie | Stagioni                                                                                                   |
| ---------- | -------- | --- |
| Al-Sadd    | 18       | 1972, 1974, 1979, 1980, 1981, 1987, 1988, 1989, 2000, 2004, 2006, 2007, 2013, 2019, 2021, 2022, 2024, 2025 |
| Qatar SC   | 8        | 1967, 1968, 1969, 1970, 1971, 1973, 1977, 2003                                                             |
| Al-Rayyan  | 8        | 1976, 1978, 1982, 1984, 1986, 1990, 1995, 2016                                                             |
| Al-Duhail  | 8        | 2011, 2012, 2014, 2015, 2017, 2018, 2020, 2023                                                             |
| Al-Arabi   | 7        | 1983, 1985, 1991, 1993, 1994, 1996, 1997                                                                   |
| Al-Gharafa | 7        | 1992, 1998, 2002, 2005, 2008, 2009, 2010                                                                   |
| Al Maref   | 3        | 1964, 1965, 1966                                                                                           |
| Al-Wakrah  | 2        | 1999, 2001                                                                                                 |

## Vittorie per città
| Città     | Numero di titoli | Club                                                                                  |
| --------- | ---------------- | ------------------------------------------------------------------------------------- |
| Doha      | 51               | Al-Sadd (18), Qatar SC (8), Al-Gharafa (7), Al-Arabi (7), Al-Duhail (8), Al Maref (3) |
| Ar Rayyan | 8                | Al-Rayyan (8)                                                                         |
| Al-Wakra  | 2                | Al-Wakrah (2)                                                                         |

## Capocannonieri
| Stagione  | Capocannoniere                          | Capocannoniere                      | Squadra            | Reti |
| 1972-1973 | Qatar (bandiera)                        | Awodh Hassan                        | Al-Esteqlal        | 10   |
| 1973-1974 | ?                                       | ?                                   | ?                  | ?    |
| 1974-1975 | non disputato                           | non disputato                       | non disputato      | -    |
| 1975-1976 | Qatar (bandiera)                        | Jamal Al-Khatib                     | Qatar SC           | 8    |
| 1976-1977 | ?                                       | ?                                   | ?                  | ?    |
| 1977-1978 | ?                                       | ?                                   | ?                  | ?    |
| 1978-1979 | Qatar (bandiera)                        | Hassan Mattar                       | Al-Sadd            | 11   |
| 1979-1980 | ?                                       | ?                                   | ?                  | ?    |
| 1980-1981 | Qatar (bandiera)                        | Hassan Mattar                       | Al-Sadd            | 9    |
| 1981-1982 | Qatar (bandiera)                        | Mansour Muftah                      | Al-Rayyan          | 19   |
| 1982-1983 | Qatar (bandiera)                        | Mansour Muftah                      | Al-Rayyan          | 10   |
| 1983-1984 | Qatar (bandiera)                        | Mansour Muftah                      | Al-Rayyan          | 7    |
| 1984-1985 | Qatar (bandiera)                        | Ahmed Yaqoub                        | Al-Arabi           | 7    |
| 1985-1986 | Qatar (bandiera)                        | Mansour Muftah                      | Al-Rayyan          | 22   |
| 1986-1987 | Qatar (bandiera)                        | Hassan Sabela                       | Al-Ahli Doha       | 9    |
| 1987-1988 | Qatar (bandiera)                        | Hassan Jowhar                       | Al-Sadd            | 11   |
| 1988-1989 | Iran (bandiera)                         | Farshad Pious                       | Al-Ahli Doha       | 9    |
| 1989-1990 | Brasile (bandiera)                      | Marco Antônio                       | Al-Arabi           | 10   |
| 1990-1991 | Qatar (bandiera)                        | Mahmoud Soufi                       | Al-Ittihad Doha    | 10   |
| 1990-1991 | Qatar (bandiera)                        | Adel Khamis                         | Al-Ittihad Doha    | 10   |
| 1990-1991 | Qatar (bandiera)                        | Hassan Sabela                       | Al-Ahli Doha       | 10   |
| 1991-1992 | Qatar (bandiera)                        | Mubarak Mustafa                     | Al-Arabi           | 8    |
| 1991-1992 | Algeria (bandiera)                      | Rabah Madjer                        | Qatar SC           | 8    |
| 1992-1993 | Qatar (bandiera)                        | Mubarak Mustafa                     | Al-Arabi           | 9    |
| 1993-1994 | Iraq (bandiera)                         | Ahmed Radhi                         | Al-Wakrah          | 12   |
| 1994-1995 | Qatar (bandiera)                        | Mohammed Salem Al-Enazi             | Al-Rayyan          | 9    |
| 1995-1996 | Nigeria (bandiera)                      | Richard Owebukeri                   | Al-Arabi           | 16   |
| 1996-1997 | Qatar (bandiera)                        | Mubarak Mustafa                     | Al-Arabi           | 11   |
| 1996-1997 | Senegal (bandiera)                      | Albouri La                          | Al-Ahli Doha       | 11   |
| 1997-1998 | Marocco (bandiera)                      | Hussein Amouta                      | Al-Sadd            | 10   |
| 1997-1998 | Senegal (bandiera)                      | Albouri La                          | Al-Ahli Doha       | 10   |
| 1997-1998 | Brasile (bandiera)                      | Claudio                             | Al-Arabi           | 10   |
| 1998-1999 | Angola (bandiera)                       | Akwá                                | Al-Wakrah          | 11   |
| 1999-2000 | Qatar (bandiera)                        | Mohammed Salem Al-Enazi             | Al-Rayyan          | 14   |
| 2000-2001 | Senegal (bandiera)                      | Mamoun Diop                         | Al-Wakrah          | 14   |
| 2001-2002 | Algeria (bandiera)                      | Rashid Amran                        | Al-Ittihad Doha    | 16   |
| 2002-2003 | Marocco (bandiera)                      | Rachid Rokki                        | Al-Khor            | 15   |
| 2003-2004 | Argentina (bandiera)                    | Gabriel Batistuta                   | Al-Arabi           | 25   |
| 2004-2005 | Brasile (bandiera)                      | Sonny Anderson                      | Al-Rayyan          | 24   |
| 2005-2006 | Ecuador (bandiera)                      | Carlos Tenorio                      | Al-Sadd            | 21   |
| 2006-2007 | Iraq (bandiera)                         | Younis Mahmoud                      | Al-Gharafa         | 19   |
| 2007-2008 | Brasile (bandiera)                      | Clemerson de Araújo                 | Al-Gharafa         | 27   |
| 2008-2009 | Brasile (bandiera)                      | Magno Alves                         | Umm-Salal          | 25   |
| 2009-2010 | Brasile (bandiera)                      | Cabore                              | Al-Arabi           | 21   |
| 2009-2010 | Iraq (bandiera)                         | Younis Mahmoud                      | Al-Gharafa         | 21   |
| 2010-2011 | Iraq (bandiera)                         | Younis Mahmoud                      | Al-Gharafa         | 15   |
| 2011-2012 | Brasile (bandiera)                      | Adriano                             | Al-Jaish           | 18   |
| 2012-2013 | Qatar (bandiera)                        | Sebastián Soria                     | Lekhwiya           | 19   |
| 2013-2014 | RD del Congo (bandiera)                 | Dioko Kaluyituka                    | Al-Ahli Doha       | 22   |
| 2014-2015 | RD del Congo (bandiera)                 | Dioko Kaluyituka                    | Al-Ahli Doha       | 25   |
| 2015-2016 | Brasile (bandiera) · Marocco (bandiera) | Rodrigo Tabata Abderrazak Hamdallah | Al-Rayyan Al-Jaish | 21   |
| 2016-2017 | Algeria (bandiera)                      | Baghdad Bounedjah Youssef El-Arabi  | Al-Sadd Lekhwiya   | 24   |
| 2017-2018 | Marocco (bandiera)                      | Youssef El-Arabi                    | Al-Duhail          | 26   |
| 2018-2019 | Algeria (bandiera)                      | Baghdad Bounedjah                   | Al-Sadd            | 39   |
| 2019-2020 | Qatar (bandiera)                        | Akram Afif                          | Al-Sadd            | 15   |
| 2020-2021 | Algeria (bandiera) · Qatar (bandiera)   | Yacine Brahimi Akram Afif           | Al-Rayyan Al-Sadd  | 21   |
| 2021-2022 | Kenya (bandiera)                        | Michael Olunga                      | Al-Duhail          | 24   |
| 2022-2023 | Kenya (bandiera)                        | Michael Olunga                      | Al-Duhail          | 22   |
| 2023-2024 | Qatar (bandiera)                        | Akram Afif                          | Al-Sadd            | 26   |
| 2024-2025 | Brasile (bandiera)                      | Róger Guedes                        | Al-Rayyan          | 21   |

## Premi annuali
Dal 2006 la Federazione calcistica del Qatar ha deciso di premiare con un premio di 100.000$ il miglior giocatore e il miglior allenatore della stagione.
| Anno | Giocatore dell'Anno |
| ---- | ------------------- |
| 2006 | Sebastián Soria     |
| 2007 | Emerson Sheik       |
| 2008 | Aziz Ben Askar      |
| 2009 | Leonardo Pisculichi |
| 2010 | Juninho             |
| 2011 | Bakari Koné         |
| 2012 | Rodrigo Tabata      |
| 2013 | Khalfan Ibrahim     |
| 2014 | Nadir Belhadj       |
| 2015 | Hassan Al Haidos    |
| 2016 | Rodrigo Tabata      |
| 2017 | Nam Tae-Hee         |
| 2018 | Youssef Msakni      |
| 2019 | Akram Afif          |
| 2020 | Akram Afif          |
| 2021 | Santi Cazorla       |
| 2022 | Akram Afif          |

| Anno | Allenatore dell'Anno |
| ---- | -------------------- |
| 2006 | Jorge Fossati        |
| 2007 | Jorge Fossati        |
| 2008 | Marcos Paquetá       |
| 2009 | Sebastião Lazaroni   |
| 2010 | Caio Júnior          |
| 2011 | Abdullah Mubarak     |
| 2012 | Diego Aguirre        |
| 2013 | Hussein Amotta       |
| 2014 | Sami Trabelsi        |
| 2015 | Michael Laudrup      |
| 2016 | Jorge Fossati        |
| 2017 | Jesualdo Ferreira    |
| 2018 | Djamel Belmadi       |
| 2019 | Jesualdo Ferreira    |
| 2020 | Diego Aguirre        |
| 2021 | Xavi                 |
| 2022 | Tintín Márquez       |